# Source-Seine
Source-Seine település Franciaországban, Côte-d’Or megyében. Lakosainak száma 60 fő (2022. január 1.). Source-Seine Chanceaux, Poncey-sur-l’Ignon, Salmaise, Bligny-le-Sec, Boux-sous-Salmaise és Frôlois községekkel határos.

## Népesség
A település népessége az elmúlt években az alábbi módon változott:
| Lakosok száma | 59   | 60   | 65   | 63   | 62   | 63   | 62   | 61   | 60   |
|               | 2013 | 2015 | 2016 | 2017 | 2018 | 2019 | 2020 | 2021 | 2022 |